# Ciofrângeni
Ciofrângeni é uma comuna romena localizada no distrito de Argeş, na região de Muntênia. A comuna possui uma área de 43.35 km² e sua população era de 2564 habitantes segundo o censo de 2007.